# Албень (комуна)
Албень, Албені (рум. Albeni) — комуна у повіті Горж в Румунії. До складу комуни входять такі села (дані про населення за 2002 рік):
- Албень (1692 особи) — адміністративний центр комуни
- Бирзею-де-Джилорт (66 осіб)
- Болбочешть (532 особи)
- Досень (34 особи)
- Мірословень (307 осіб)
- Прунешть (222 особи)

Комуна розташована на відстані 207 км на захід від Бухареста, 25 км на схід від Тиргу-Жіу, 80 км на північ від Крайови.

## Населення
За даними перепису населення 2002 року у комуні проживали 2853 особи, усі — румуни.
Рідною мовою назвали:
| Мова      | Кількість осіб | Відсоток |
| --------- | -------------- | -------- |
| румунська | 2852           | > 99,9%  |
| німецька  | 1              | < 0,1%   |

Склад населення комуни за віросповіданням:
| Релігія       | Кількість осіб | Відсоток |
| ------------- | -------------- | -------- |
| православні   | 2768           | 97,0%    |
| п'ятдесятники | 79             | 2,8%     |
| римо-католики | 3              | 0,1%     |
| реформати     | 3              | 0,1%     |